# ایکرویل (ویسکانسین)
ایکرویل (به انگلیسی: Ackerville) یک منطقهٔ مسکونی در ایالات متحده آمریکا است که در پولک واقع شده است. ایکرویل ۳۲۰٫۰۴ متر بالاتر از سطح دریا قرار دارد.